# Мур, Пит (научный писатель)
Пит Мур (англ. Pete Moore; род. 29 сентября 1962, Абингдон, Оксфордшир) — английский научный писатель и спикер. Книги Мура рассматривают аспекты того, как внедрение научных открытий влияет на жизнь людей и охватывают широкий спектр областей, включая науку, философию, теологию и историю.   

## Биография
Родился в Абингдоне, Оксфордшир, жил в Ретфорде, Ноттингемшир, и Бантингфорде, Хартфордшир. Изучал физиологию  домашних животных в Университете Рединга. Прошел постдок в Оклендском университете и Университетском колледже Лондона. С 1990 года писал для многих газет и журналов, включая Nature,  New Scientist, The Lancet, BMJ, The Guardian, Journal of Biology  и Zest. Удостоился или был включен в шорт-лист нескольких национальных наград.  Выступал с докладами в Виндзорском замке и Палате лордов. Выступления в СМИ включают интервью на радио и телевидении BBC и других международных радиостанциях. Является приглашенным лектором магистерского курса по научной коммуникации Университета Западной Англии. В 2000 году основал  учебную организацию ThinkWrite.  К 2019 году ThinkWrite провела более 2000 семинаров и собрала более 30 000 участников. Член Физиологического общества и Ассоциации британских научных писателей. Является членом Королевского общества искусств  и Института Фарадея.